# Otto Liman von Sanders
Generalløjtnant Otto Liman von Sanders (født 17. februar 1855, død 22. august 1929) var en prøjsisk og tysk general, der fungerede som rådgiver og hærfører for det Osmanniske rige under 1. verdenskrig.
Han kendes især for sin deltagelse i Slaget ved Gallipoli, hvor de britiske og franske allierede efter det mislykkede flådeangreb på Dardanellerne den 18. marts 1915 besluttede at åbne den strategisk vigtige vandvej ved en landkampagne. Mens ekspeditionen blev organiseret, opstillede Otto Liman von Sanders, ansvarlig for de tyrkiske forsvarsværker i dette område, dygtigt den 5. armé på 60.000 mand omkring indsejlingerne til Dardanellerne.